# Gouna vittigera
Gouna vittigera är en skalbaggsart som beskrevs av Hermann Burmeister 1844. Gouna vittigera ingår i släktet Gouna och familjen Melolonthidae. Inga underarter finns listade i Catalogue of Life.